# Équipe cycliste Bike Aid
L'équipe cycliste Bike Aid est une équipe cycliste allemande participant aux circuits continentaux de cyclisme et en particulier l'UCI Europe Tour. Elle est basée à Blieskastel et se concentre sur des projets sociaux et humanitaires.

## Histoire
L'équipe est fondée en 2009 par Timo Schäfer et Matthias Schnapka et est enregistrée comme équipe continentale depuis 2014. 
La particularité de la Team Bike Aid est qu'elle ne poursuit pas seulement des objectifs sportifs, mais également des objectifs sociaux et caritatifs, notamment en promouvant le cyclisme en Afrique. L'objectif de l'équipe est, selon ses propres déclarations, de contribuer à promouvoir l'éducation dans les pays structurellement faibles à travers ses propres projets et de permettre de vivre l'échange interculturel. En plus d'une perspective sportive, les coureurus des pays en développement bénéficient également d'une formation linguistique et d'un stage auprès des sponsors de l'équipe. 
L'équipe est liée et soutenue par l'association éponyme « Bike Aid eV », une organisation à but non lucratif basée à Sarrebruck dont le but est de combiner la charité et la promotion du cyclisme.
Elle participe à divers événements cyclistes internationaux à travers le monde et obtient la plupart de ses succès en dehors de l'Europe. Au cours de sa première année en tant qu'équipe continentale, Mekseb Debesay, originaire d'Érythrée remporte le classement individuel de l'UCI Africa Tour 2014 et l'équipe termine troisième au classement par équipes. L'équipe remporte le classement par équipes de l'UCI Africa Tour 2017. Le coureur le plus titré est Lucas Carstensen, qui décroche 13 victoires au cours de son passage dans l'équipe.
Au début de la saison 2020, la compagnie turque Corendon Airlines, auparavant sponsor de l'équipe Corendon-Circus, est devenue le nouveau sponsor de l'équipe. Cependant, le nom de l'équipe reste inchangé.

## Principales victoires

### Championnats internationaux
- Championnats d'Afrique sur route : 2[n 1]
  - Contre-la-montre par équipes : 2015 (Mekseb Debesay)
  - Contre-la-montre : 2017 (Meron Teshome)

### Courses d'un jour
- Grand Prix Alanya : 2019 (Lucas Carstensen)

### Courses par étapes
- Tour du Cameroun : 2014 (Dan Craven), 2017 (Nikodemus Holler)
- Grand Prix Chantal Biya : 2014 (Mekseb Debesay)
- Tour de Mersin : 2019 (Peter Koning)
- Tour de Thaïlande : 2020 (Nikodemus Holler)
- Tour de Serbie : 2022 (Dawit Yemane)

## Classements UCI
L'équipe participe aux circuits continentaux et principalement à des épreuves de l'UCI Europe Tour. Les tableaux ci-dessous présentent les classements de l'équipe sur les différents circuits, ainsi que son meilleur coureur au classement individuel.
UCI Africa Tour
| UCI Africa Tour | UCI Africa Tour        | UCI Africa Tour                           | UCI Africa Tour |
| Année           | Classement par équipes | Meilleur coureur au classement individuel |                 |
| --------------- | ---------------------- | ----------------------------------------- | --------------- |
| 2014            | 3e                     | Mekseb Debesay (1er)                      |                 |
| 2015            | 4e                     | Mekseb Debesay (5e)                       |                 |
| 2016            | 7e                     | Meron Teshome (33e)                       |                 |
| 2017            | 1er                    | Meron Teshome (4e)                        |                 |
| 2018            | 6e                     | Nikodemus Holler (16e)                    |                 |
| 2019            | -                      | Sirak Tesfom (5e)                         |                 |
| 2020            | -                      | Charles Kagimu (49e)                      |                 |
| 2021            | -                      | Azzedine Lagab (5e)                       |                 |
| 2022            | -                      | Dawit Yemane (6e)                         |                 |
| 2023            | -                      | Dawit Yemane (23e)                        |                 |
| 2024            | -                      | Dawit Yemane (18e)                        |                 |
|                 |                        |                                           |                 |
| Source : UCI    |                        |                                           |                 |

UCI America Tour
| UCI America Tour | UCI America Tour       | UCI America Tour                          | UCI America Tour |
| Année            | Classement par équipes | Meilleur coureur au classement individuel |                  |
| ---------------- | ---------------------- | ----------------------------------------- | ---------------- |
| 2015             | 48e                    | Yannick Mayer (315e)                      |                  |
|                  |                        |                                           |                  |
| Source : UCI     |                        |                                           |                  |

UCI Asia Tour
| UCI Asia Tour | UCI Asia Tour          | UCI Asia Tour                             | UCI Asia Tour |
| Année         | Classement par équipes | Meilleur coureur au classement individuel |               |
| ------------- | ---------------------- | ----------------------------------------- | ------------- |
| 2014          | 76e                    | Mekseb Debesay (370e)                     |               |
| 2015          | 73e                    | Meron Amanuel (296e)                      |               |
| 2016          | 57e                    | Nikodemus Holler (182e)                   |               |
| 2017          | 75e                    | Tino Thömel (359e)                        |               |
| 2018          | 22e                    | Meron Abraham (67e)                       |               |
|               |                        |                                           |               |
| Source : UCI  |                        |                                           |               |

UCI Europe Tour
| UCI Europe Tour | UCI Europe Tour        | UCI Europe Tour                           | UCI Europe Tour |
| Année           | Classement par équipes | Meilleur coureur au classement individuel |                 |
| --------------- | ---------------------- | ----------------------------------------- | --------------- |
| 2016            | 130e                   | Nikodemus Holler (1267e)                  |                 |
| 2017            | 119e                   | Nikodemus Holler (1023e)                  |                 |
| 2018            | 89e                    | Nikodemus Holler (516e)                   |                 |
| 2019            | 48e                    | Aaron Grosser (484e)                      |                 |
| 2020            | 18e                    | Nikodemus Holler (165e)                   |                 |
| 2021            | 27e                    | Justin Wolf (248e)                        |                 |
| 2022            | 16e                    | Jesse Ewart (429e)                        |                 |
| 2023            | 57e                    | -                                         |                 |
|                 |                        |                                           |                 |
| Source : UCI    |                        |                                           |                 |

Depuis 2016, l'équipe est également classée au Classement mondial UCI qui prend en compte toutes les épreuves UCI et concerne toutes les équipes UCI.
| Classement mondial | Classement mondial     | Classement mondial                        | Classement mondial |
| Année              | Classement par équipes | Meilleur coureur au classement individuel |                    |
| ------------------ | ---------------------- | ----------------------------------------- | ------------------ |
| 2016               | -                      | Meron Teshome (710e)                      |                    |
| 2017               | -                      | Meron Teshome (302e)                      |                    |
| 2018               | -                      | Nikodemus Holler (371e)                   |                    |
| 2019               | 86e                    | Sirak Tesfom (177e)                       |                    |
| 2020               | 39e                    | Nikodemus Holler (199e)                   |                    |
| 2021               | 48e                    | Azzedine Lagab (285e)                     |                    |
| 2022               | 36e                    | Dawit Yemane (277e)                       |                    |
| 2023               | 107e                   | Dawit Yemane (547e)                       |                    |
| 2024               | 72e                    | Dawit Yemane (467e)                       |                    |
|                    |                        |                                           |                    |
| Source : UCI       |                        |                                           |                    |

## Saisons précédentes

Portraits
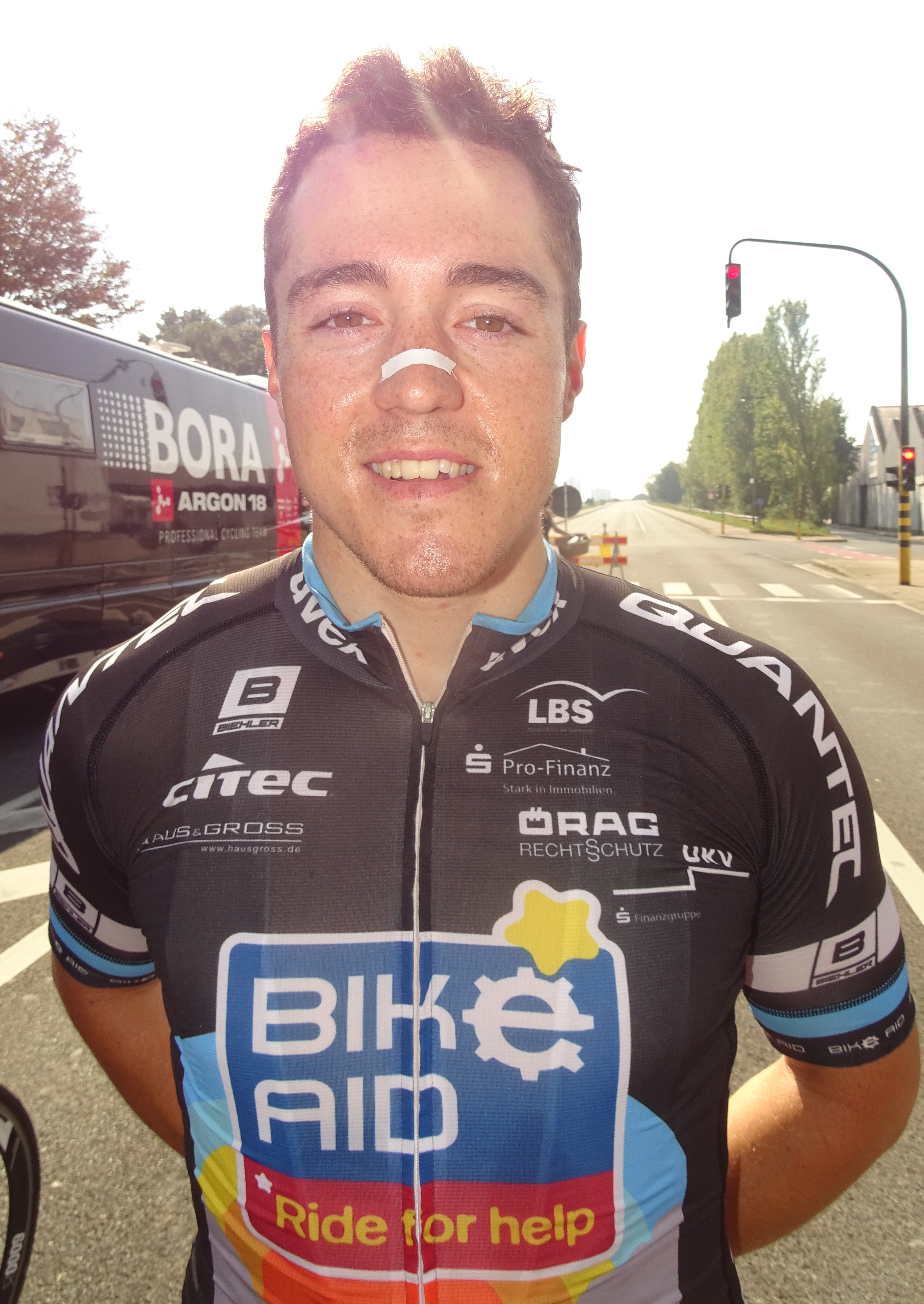
Yannick Mayer.
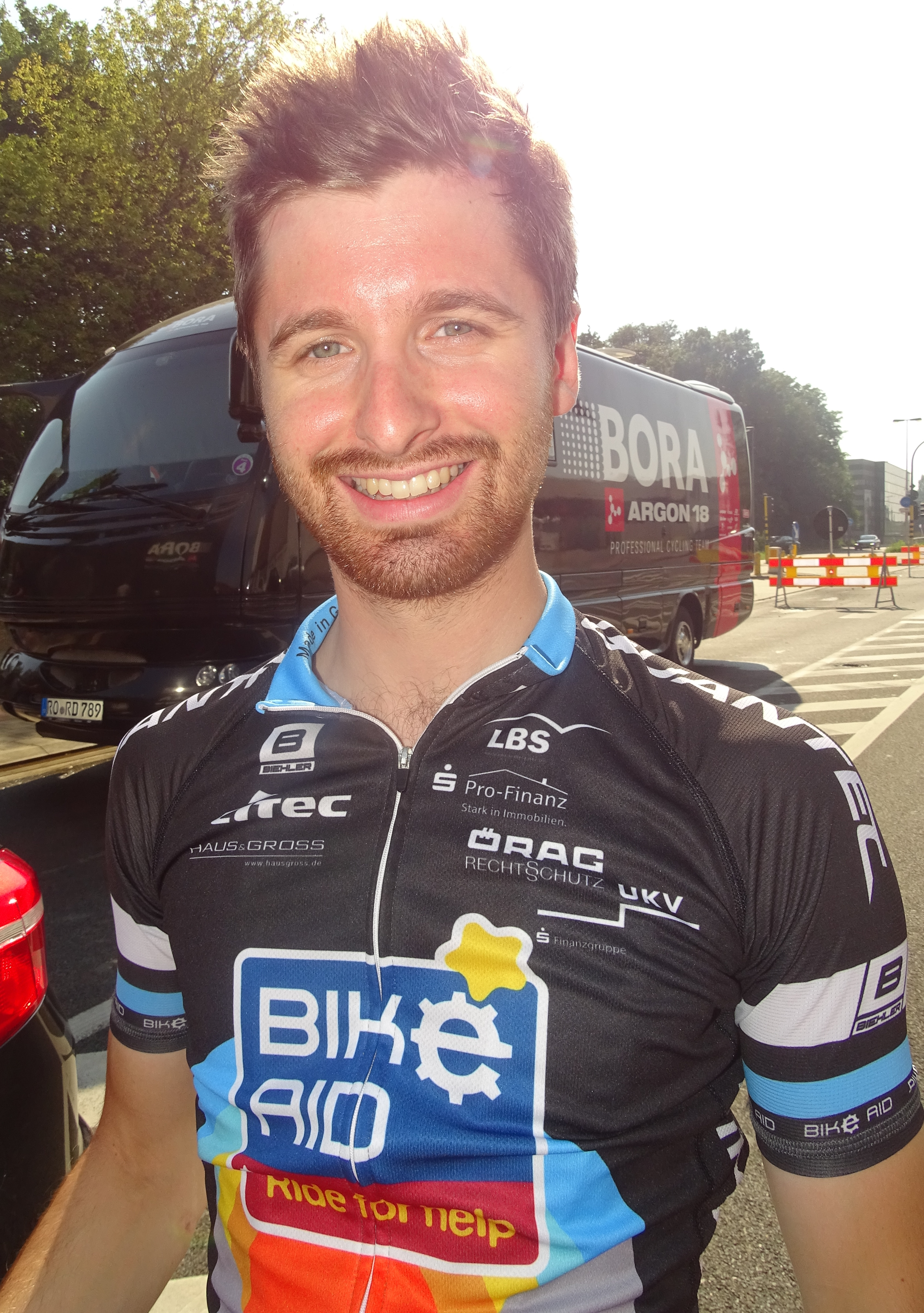
Nikodemus Holler
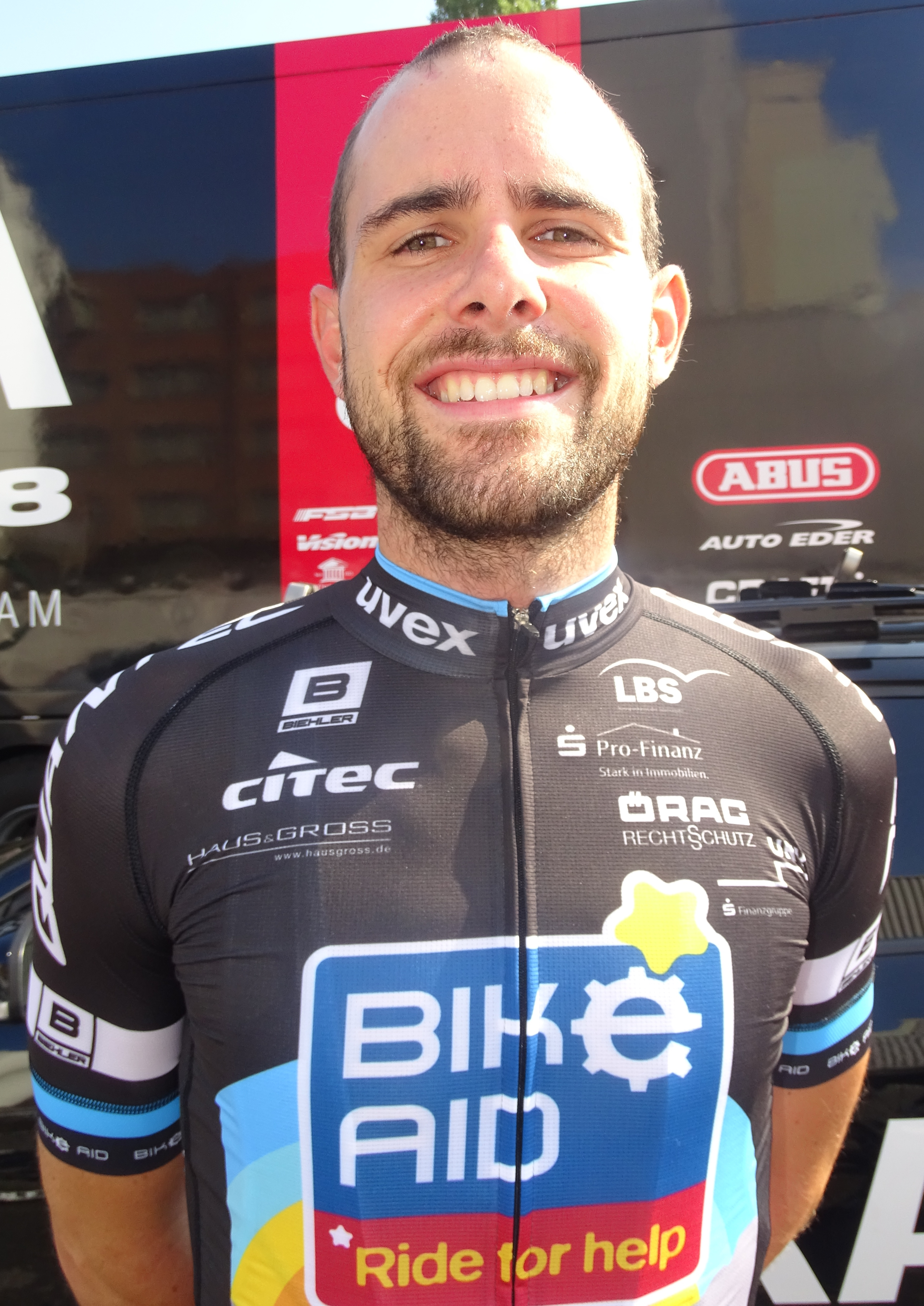
Patrick Lechner
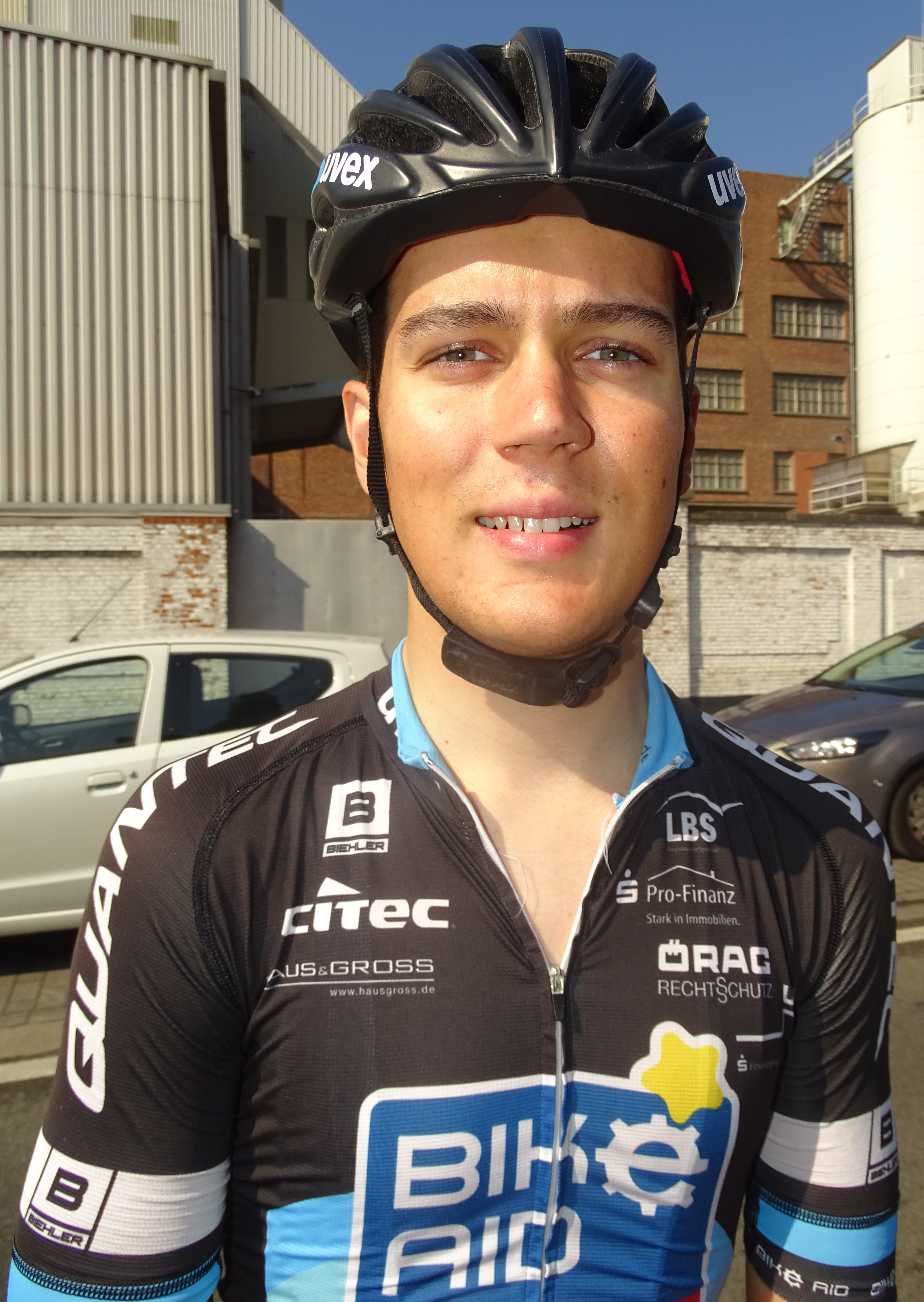
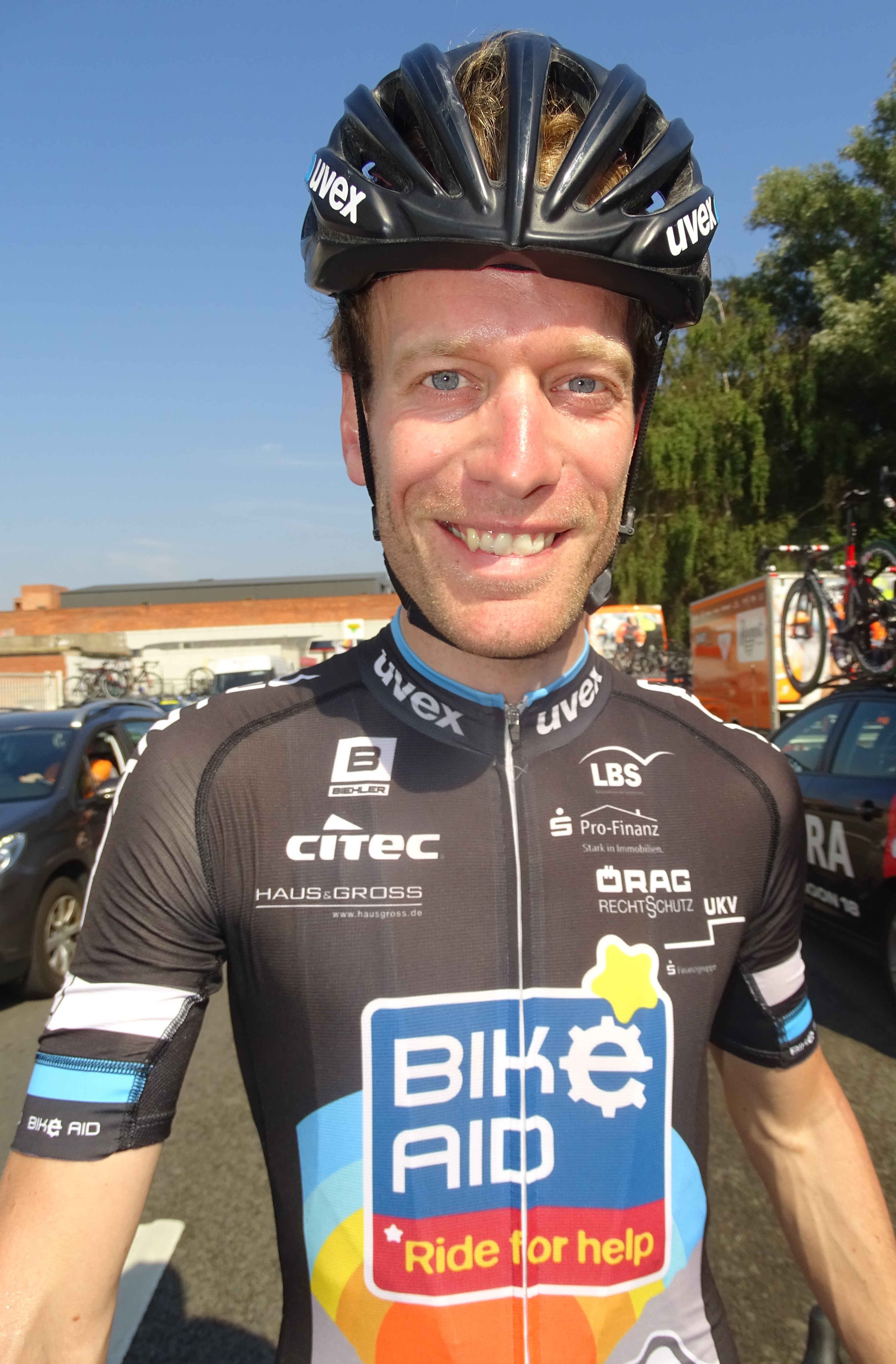
Maarten de Jonge
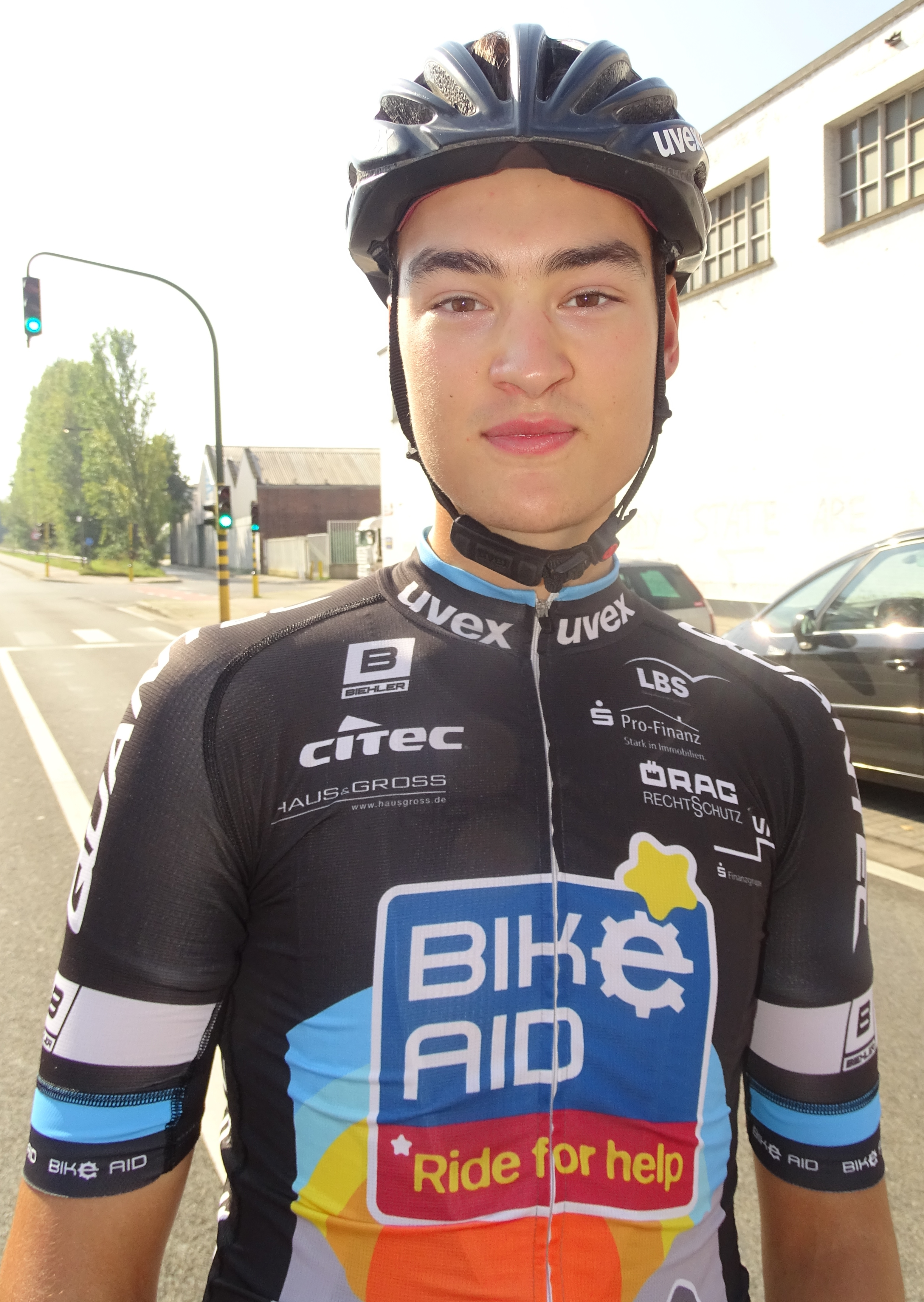
Joschka Beck

## Bike Aid en 2025
Effectif
| Effectif 2025            | Effectif 2025     | Effectif 2025 | Effectif 2025                                         |
| Cycliste                 | Date de naissance | Pays          | Équipe précédente                                     |
| ------------------------ | ----------------- | ------------- | ----------------------------------------------------- |
| Simon Bak                | 12 février 2000   | Danemark      | ColoQuick (2024)                                      |
| Máté Balázs              | 28 juillet 2005   | Allemagne     |                                                       |
| Antoine Berlin           | 2 août 1989       | Monaco        | Team Vorarlberg (2023)                                |
| Léo Bouvier              | 14 février 1998   | France        | Team Elite Restauration-Louault 89 (2021)             |
| Vinzent Dorn             | 1 juin 1998       | Allemagne     | SV Kirchzarten (2022)                                 |
| Yoel Habteab             | 26 mars 2004      | Érythrée      | Eritel (2023)                                         |
| Anton Theo Lennemann     | 5 mars 2003       | Allemagne     | BIKE AID Südliche Weinstrasse Development Team (2024) |
| Oliver Mattheis          | 24 avril 1995     | Allemagne     | Embrace The World Cycling (2022)                      |
| Lasse Reuß               | 17 mai 2000       | Allemagne     |                                                       |
| Gabriel Muller           | 4 décembre 1985   | Turquie       | Vini Monzon-Savini Due-OMZ (2024)                     |
| Anton Schiffer           | 1 septembre 1999  | Allemagne     | BIKE AID Development (2023)                           |
| Lennard Sternsdorff      | 6 octobre 2004    | Allemagne     |                                                       |
| Dawit Yemane             | 1 janvier 1998    | Érythrée      |                                                       |
|                          |                   |               |                                                       |
| Source : ProCyclingStats |                   |               |                                                       |

Victoires
| Victoires | Victoires | Victoires | Victoires | Victoires | Victoires |
| Date      | Course    | Pays      | Classe    | Vainqueur |           |
| --------- | --------- | --------- | --------- | --------- | --------- |